# Tommy Muldoon
Thomas A. Muldoon, né le 27 juillet 1897 à Athlone dans le comté de Westmeath et mort en 12 octobre 1989 à Birmingham en Angleterre, est un footballeur international irlandais. Jouant au milieu de terrain il a été licencié dans différents clubs anglais.

## Carrière
Tommy Muldoon nait à Athlone dans le comté de Westmeath. Il fréquente la Deer Park National School avant de poursuivre ses études à la  St. Mary's Intermediate School. Pendant la première guerre mondiale, il s'engage dans l'armée et est affecté au Prince of Wales's Leinster Regiment. Il sert principalement en Inde.
Démobilisé, il retourne à Athlone. C'est alors qu'il signe à l'Athlone Town Football Club. Il participe au lancement du nouveau championnat irlandais. Il remporte en 1924 la Coupe d'Irlande de football 1923-1924 après avoir battu le Bohemian FC et le Shelbourne FC dans les premiers tours et le Fordsons Football Club en finale. Ce résultat lui permet de se mettre en avant et est sélectionné avec cinq autres joueurs d'Athlone, Dinny Hannon, Frank Ghent, Paddy Reilly et John Joe Dykes, pour représenter le nouvel État irlandais. Il participe aux Jeux olympiques d'été de 1924 à Paris au mois de juin.
Titulaire au milieu de terrain, il dispute deux rencontres lors des Jeux olympiques de 1924. Au premier tour, les Irlandais s'imposent 1-0 contre la Bulgarie. C'est le premier match officiel de l'histoire de l'équipe nationale irlandaise. Il est aussi en attaque pour le quart de finale contre les Pays-Bas. Les Néerlandais s'imposent 2-1 après prolongation. Le lendemain de sa défaite, l'équipe irlandaise dispute un match amical contre l'Estonie remporté 1-0. De retour en Irlande, il fait partie de la sélection qui joue un match amical contre les États-Unis à Dublin le 14 juin 1924.
En octobre 1924, il signe dans un des grands clubs anglais Aston Villa. En trois saisons, il dispute trente quatre rencontres. En septembre 1927, il rejoint les Londoniens du Tottenham Hotspur. Il y reste deux saisons sans jamais arriver à figurer en équipe première. Il retourne enfin à Birmingham pour s'engager avec le Walsall Football Club.
Sa dernière apparition en équipe nationale date du 23 avril 1927. Ce jour-là, l'État Libre d'Irlande reçoit une équipe B de l'Italie à Pembroke sur Lansdowne Road. Les Irlandais s'inclinent 1-2 devant les Italiens. Muldoon se blesse lors de la rencontre et comme les remplacements sont alors interdits, et reste sur le terrain sans prendre part au match. Muldoon est par ce match un des quatre seuls irlandais à avoir été sélectionné en équipe de l'État Libre d'Irlande tout en jouant sous les couleurs de clubs anglais.

## Palmarès
- Avec Athlone Town
  - Vainqueur de la Coupe d'Irlande de football 1923-1924